# Liberalism clasic
Liberalismul clasic este o ideologie politică și o ramură a liberalismului care pledează pentru libertățile civile în contextul domniei legii, cu un accent pe libertatea economică. Strâns legat de libertarianism și de liberalismul economic, el s-a dezvoltat în secolul al XIX-lea, bazându-se pe idei din secolul anterior, ca răspuns la urbanizare și la Revoluția Industrială din Europa și Statele Unite ale Americii. Printre persoanele de seamă ale căror idei au contribuit la liberalismul clasic se numără John Locke, Jean-Baptiste Say, Thomas Malthus și David Ricardo. El se baza pe ideile economice expuse de Adam Smith în Cartea 1 din Avuția Națiunilor și pe credința în dreptul natural, utilitarism și progres⁠(d).